# Ronto (SI-prefix)
Ronto (symbool: r) is het SI-voorvoegsel dat gebruikt wordt om een factor 10−27, oftewel 1/1027, aan te duiden.
Het wordt gebruikt sinds 2022.